# Lasionycta silacea
Lasionycta silacea es una especie de mariposa nocturna de la familia Noctuidae. 
Habita en las Montañas Costeras de Columbia Británica y en la cordillera de las Cascadas de Washington. También se ha registrado un caso de ocurrencia en el Parque nacional Waterton Lakes, en Alberta.
Habita en bosques subalpinos cerca de la línea de arbolado y es nocturna. En Columbia Británica es común encontrarla junto a Lasionycta promulsa.
Su envergadura es de 32–37 mm en el caso de los machos y 36–38 mm en las hembras. Los adultos vuelan desde inicios de julio hasta fines de agosto.